# Viveca Lindfors
Elsa Viveca Torstensdotter Lindfors (29. prosince 1920 Uppsala, Uppsala län – 25. října 1995 tamtéž) byla švédská herečka, režisérka a scenáristka.

## Život
Narodila se v Uppsale jako dcera spisovatele a nakladatele Axela Torstena Lindforse a Karin Emilie Thereseové (rodným jménem Dymlingová). Vzdělání se jí dostalo na Královské herecké škole ve Stockholmu a svou hereckou kariéru zahájila v roce 1940. Během následujících šesti let se objevila v celkem 15 filmech švédské produkce a poté se na pozvání přestěhovala do USA do Hollywoodu.
Zde jí byla nabídnuta smlouva se studiem Warner Bros. a měla jít ve stopách Grety Garbo či Ingrid Bergmanové.
Během své 55 leté kariéry natočila celkem 141 filmů a několikrát si zahrála i po boku velkých hvězd jako Ronalda Reagana, Jeffrey Huntera či Douglase Fairbankse. Kromě filmů slavila mnohé úspěchy také na Broadwayi, kde vystupovala v divadlech Phoenix Theatre a Lucille Lortel Theatre a učila herectví na School of Visual Arts. Také byla spoluzakladatelkou herecké skupiny The Strolling Players a divadelního festivalu ve Stockbridge.
Mezi její nejvýznamnější role se řadí Inès ve filmu Za zavřenými dveřmi (1962), za který spolu s Ritou Gamovou, která hrála Estelle, získala cenu pro nejlepší herečku na festivalu v Západním Berlíně. Dále ztvárníla titulní roli v koprodukčním seriálu Teta, který natočil Juraj Jakubisko podle předlohy Allana Runeho Petterssona. A její nejvýznamnější rolí se stala Catherine ve filmu Hvězdná brána (1994), kterou zahrála na sklonku svého života.
Jejím jediným režisérským a zároveň scenáristickým počinem se stalo drama Unfinished Business (1987).
V roce 1990 získala cenu Emmy za hostování v seriálu Life Goes On a o dva roky později jí Stockholmský mezinárodní filmový festival udělil cenu za celoživotní přínos.
Jejím posledním filmem byla komedie Henryho Jagloma Poslední léto v Hamptonu (1995).
V roce 1981 také vydala knižní autobiografii Viveka … Viveca. An Actress … A Woman a angažovala se v hnutí proti vietnamské válce i v předvolební kampani Jimmyho Cartera. 
Zemřela na komplikace revmatoidní artritidy během uměleckého turné po Švédsku.
Byla čtyřikrát vdaná, jejími manželi byli Harry Hasso, Folke Rogard, Don Siegel a George Tabori. Měla tři děti; Kristoffera Toboriho, Johna Taboriho a Lenu Taboriovou.

## Filmografie (výběr)
- 1943 Bratrova žena (režie Gösta Cederlund)
- 1944 Tragická sonáta (režie Olof Molander)
- 1948 Adventures of Don Juan (režie Vincent Sherman)
- 1949 Singoalla (režie Christian-Jaque)
- 1949 Night Unto Night (režie Don Siegel)
- 1950 This Side of the Law (režie Richard L. Bare)
- 1951 Journey Into Light (režie Stuart Heisler)
- 1951 Die Vier im Jeep (režie Leopold Lindtberg)
- 1952 No Time for Flowers (režie Don Siegel)
- 1955 Útěk do bezpečí (režie Nicholas Ray)
- 1957 The Halliday Brand (režie Joseph H. Lewis)
- 1961 Král králů (režie Nicholas Ray)
- 1962 Za zabřenými dveřmi (režie Tad Danielewski, Orson Welles)
- 1963 An Affair of the Skin (režie Ben Maddow)
- 1972 Dům bez hranic (režie Pedro Olea)
- 1973 Takoví jsme byli (režie Sydney Pollack)
- 1973 La campana del infierno (režie Juan Antonio Bardem)
- 1981 Ruka (režie Oliver Stone)
- 1984 Silent Madness (režie Simon Nuchtern)
- 1987 Teta (seriál), (režie Juraj Jakubisko)
- 1989 Misplaced (režie Louis Yansen)
- 1994 Hvězdná brána (režie Roland Emmerich)
- 1995 Run for Cover (režie Richard W. Haines)
- 1995 Poslední léto v Hamptonu (režie Henry Jaglom)